# Rhagophthalmus semisulcatus
Rhagophthalmus semisulcatus är en skalbaggsart som beskrevs av Wittmer 1997. Rhagophthalmus semisulcatus ingår i släktet Rhagophthalmus och familjen Rhagophthalmidae. Inga underarter finns listade i Catalogue of Life.